# Péninsule supérieure du Michigan
Pour les articles homonymes, voir Upper Peninsula.

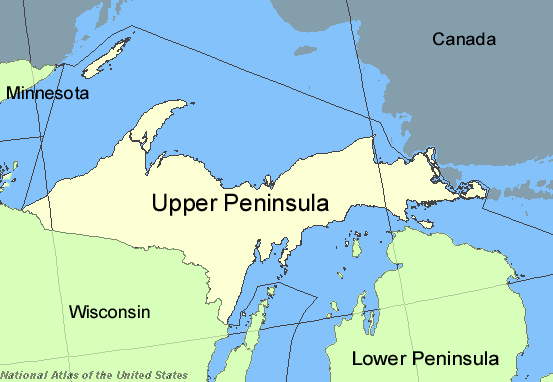
La péninsule supérieure du Michigan (Upper Peninsula en anglais) est en jaune sur la carte.

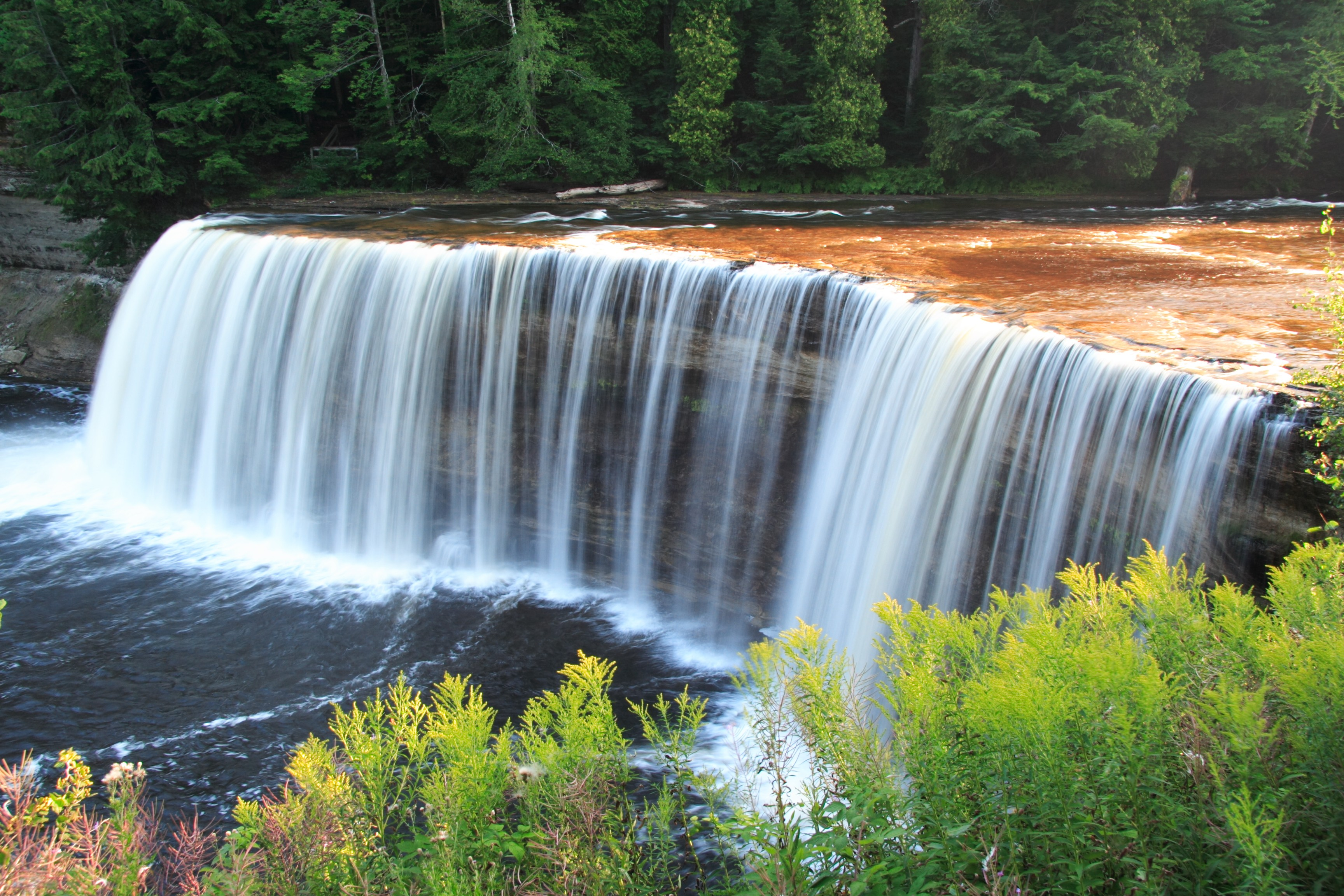
Les chutes Tahquamenon.

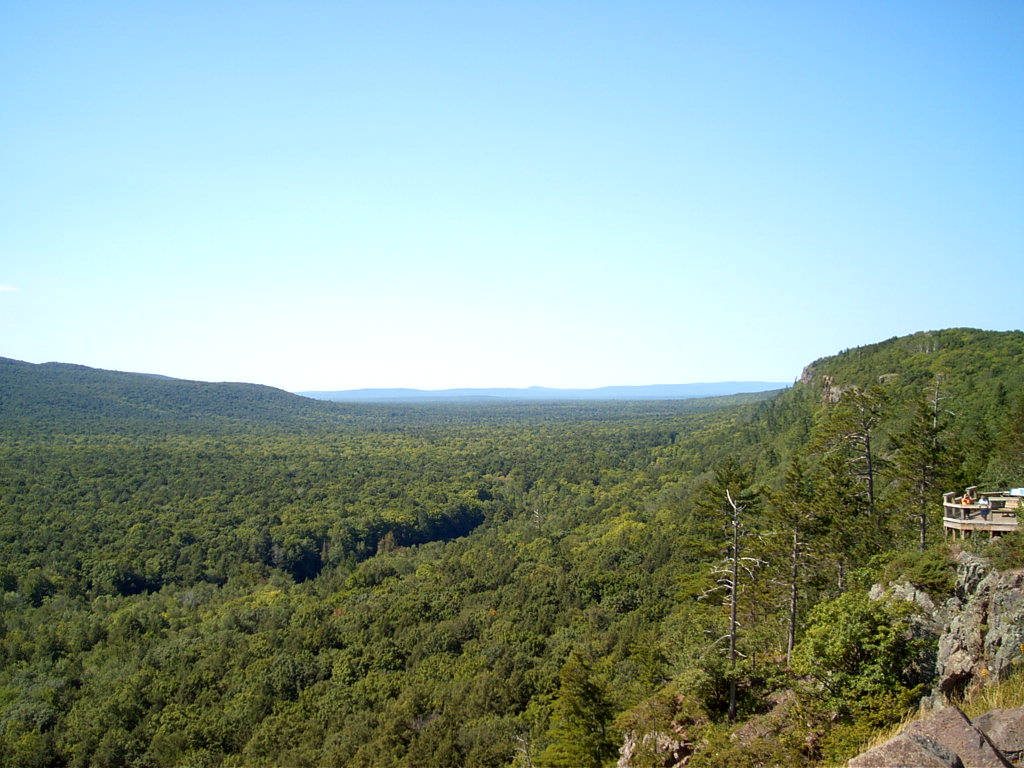
Montagnes du porc-épic.

La péninsule supérieure du Michigan (en anglais : Upper Peninsula of Michigan), ou Michigan supérieur (Upper Michigan), est l'une des deux grandes péninsules qui composent l'État du Michigan aux États-Unis (l'autre est la péninsule inférieure à laquelle elle est reliée depuis 1957 par le pont Mackinac). Elle est souvent désignée par son abréviation anglaise, U.P. La péninsule est limitée au nord par le lac Supérieur, à l'est par la rivière Sainte-Marie, au sud par les lacs Michigan et Huron (reliés entre eux par le Détroit de Mackinac), et à l'ouest par l'État de Wisconsin. Elle est devenue un territoire du Michigan après la guerre de Toledo (une dispute territoriale qui opposa l'État américain de l'Ohio au territoire du Michigan entre 1835 et 1836) en échange de l'abandon des prétentions du Michigan sur la bande de Toledo, une bande de terre située entre l'Ohio et le Michigan.
La Péninsule supérieure représente presque un tiers de la superficie du Michigan mais, avec 320 000 habitants, seulement 3 % de la population totale de l'État. Ses résidents sont connus comme Yoopers, une corruption d'U.P.-ers, et revendiquent une identité régionale forte. Elle inclut les seuls comtés aux États-Unis qui comptent une importante population d'origine finlandaise. Les plus grandes villes sont Marquette, Escanaba, Sault Ste. Marie et Iron Mountain.
Le sol et le climat ne sont pas très appropriés à l'agriculture, bien que l'économie ait de temps en temps prospéré de l'exploitation forestière et des mines, dont la plupart ont été fermées depuis « l'âge d'or » de 1890 à 1920, la terre étant maintenant fortement couverte de forêts. Si l'extraction minière n'a pas disparu, le tourisme est devenu le secteur d'activité le plus important.

## Géographie, climat et faune

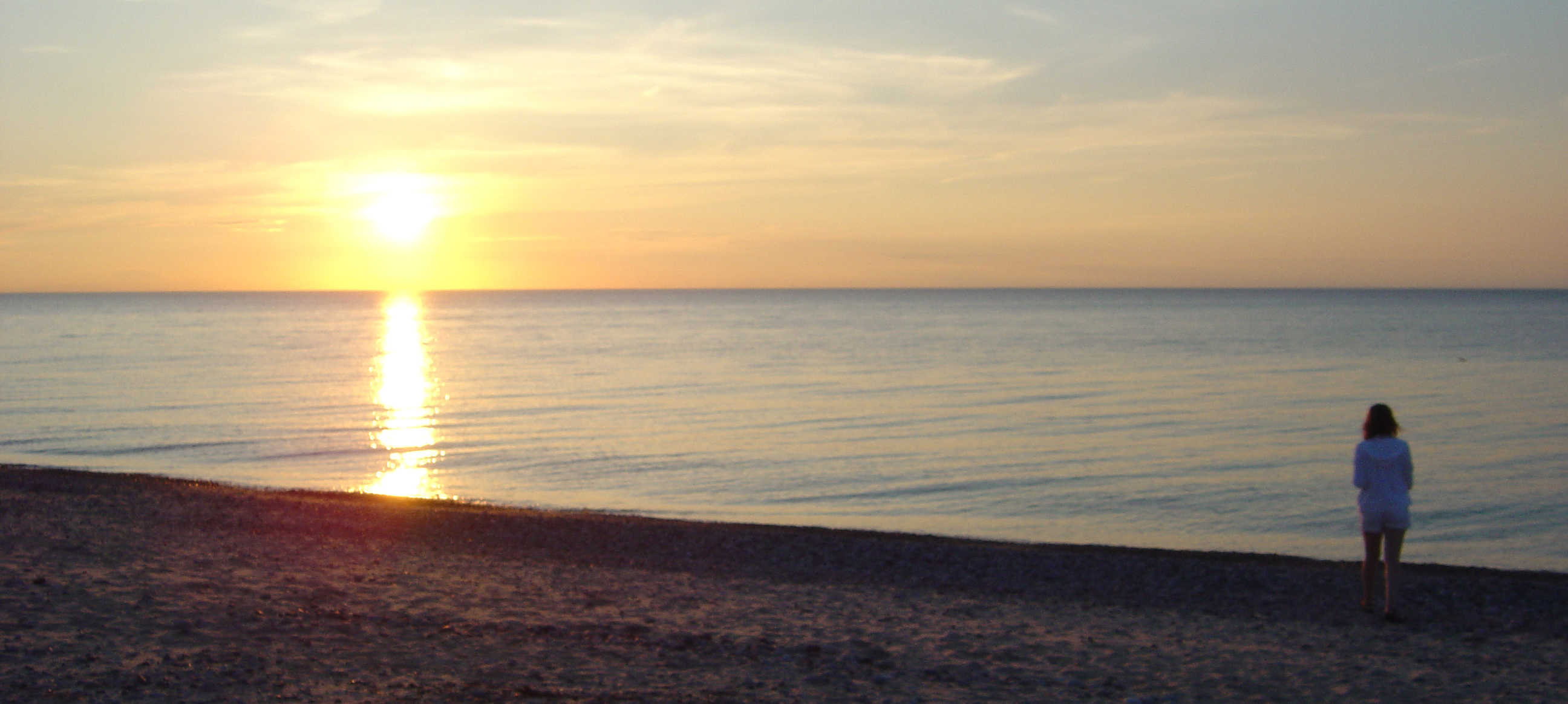
Lac Supérieur au coucher du soleil, près de l'embouchure de la rivière à deux cœurs dans la péninsule supérieure du Michigan (Newberry, MI)

La Péninsule Supérieure, qui représente presque un tiers de l'État du Michigan, a une superficie de 42 610 km2, ce qui correspond à peu près à la taille du Danemark. La distance maximale de la péninsule est d'environ 515 km d'est en ouest, et d'environ 200 km du nord au sud. 
La péninsule se divise en deux secteurs, les secteurs plats et marécageux de l'est – une partie de la Plaine des Grands Lacs, et la moitié occidentale, plus raide et plus raboteuse, appelée la montagne supérieure – une partie du bouclier canadien. 
Cette zone, résultat des éruptions volcaniques, remonterait à plus de 3,5 milliards d'années. On y trouve de nombreuses ressources minérales. La région comporte le mont Arvon, le point culminant du Michigan (603 mètres), et les montagnes du Porc-Épic et de Huron. Les secteurs les plus élevés sont les restes des crêtes antiques, creusées par des millions d'années d'érosion. La péninsule de Keweenaw, la partie la plus au nord de la péninsule, s'avance dans le lac Supérieur, et a fourni les premiers gisements de cuivre aux États-Unis, comme l'indique le nom de Pays du cuivre).
La péninsule a un climat tempéré extrême, avec une influence considérable des Grands Lacs. Les hivers tendent à être longs, froids, et neigeux pour la majeure partie de la péninsule. En raison de la latitude septentrionale, les heures de jour accusent un déficit en hiver, autour de huit heures entre le lever et le coucher du soleil en hiver. Le lac Supérieur a le plus grand impact sur le climat du secteur, particulièrement dans ses parties septentrionales et occidentales. Beaucoup de zones reçoivent plus de 250 cm de neige par an, en particulier dans la péninsule de Keweenaw et les comtés de Baraga, de Marquette et d'Alger. Des records de 760 cm de neige ou plus ont été enregistrés dans beaucoup de communautés de cette région.
La péninsule a une énorme variété de faune, dont des ours noirs, des orignaux, des wapitis, des cerfs de Virginie (chevreuils), des loups, des coyotes, des porcs-épics, des castors et beaucoup d'espèces d'oiseaux.

## Culture
Les premiers colons sont issus de plusieurs vagues d'immigrants provenant des pays nordiques. Les Finno-Américains, d'origine finlandaise, composent 16 % de la population. Des communautés parlent encore le suédois et le finnois dans la péninsule. L'U.P. a la concentration la plus importante de Finlandais en dehors de l'Europe. Quelques aspects de la culture finlandaise, tels que le sauna et le concept du sisu, ont été adoptés par des résidents de la péninsule supérieure. L'émission télévisée Finland Calling, diffusée par la station WLUC-TV de Marquette, est la seule émission de télévision finlandaise aux États-Unis, depuis 1962. La seule université des États-Unis avec des racines finlandaises, Finlandia University, est située dans la ville de Hancock.
Il existe également, dans la péninsule, d'autres communautés, d'origine franco-canadienne, cornouaillaise, italienne, allemande et amérindienne.
Ces différences culturelles furent l'une des raisons pour lesquelles les habitants réclamèrent jusque dans les années 1970 la création d'un État du Supérieur.

## Comtés de la péninsule supérieure
| - Alger - Baraga - Chippewa - Delta - Dickinson | - Gogebic - Houghton - Iron - Keweenaw - Luce | - Mackinac - Marquette - Menominee - Ontonagon - Schoolcraft |